# スチュワート国際空港
スチュワート国際空港（スチュワートこくさいくうこう、英: Stewart International Airport）は、アメリカ合衆国ニューヨーク州ニューバーグにある国際空港である。ニューヨーク市の100km北に位置する。

## 概要
元々は1930年代に、近隣にあるウェストポイント士官学校の士官候補生に対し、飛行術を教えるために設立され、その後民間航空にも開放された。非常時にはスペースシャトルも着陸できるよう準備されている。また、国際連合の年次総会の際は、国際連合本部に集まる各国の首脳が搭乗する政府専用機の駐機場となることでも知られている。

## 就航路線
| 航空会社           | 就航地                                                                                             |
| ------------------ | -------------------------------------------------------------------------------------------------- |
| アレジアント航空   | オーランド/サンフォード、プンタゴーダ、クリアウォーター、 季節：マートルビーチ、デスティン、サバナ |
| フロンティア航空   | フォートローダーデール、マイアミ、オーランド、タンパ                                               |
| ジェットブルー航空 | フォートローダーデール、オーランド                                                                 |
| プレイ航空         | レイキャビク                                                                                       |